# Pap Dezső
Pap Dezső, Pollák (Szelevény, 1871. július 29. – Budapest, 1930. október 13.) magyar jogi és szociálpolitikai író, egyetemi tanár.

## Élete
Pap József és Bak Cecília (1845–1897) fia. Anyai nagyapja Bak József szegedi rabbi volt. Jogi tanulmányait a Budapesti Tudományegyetemen végezte, s miután jogi doktorátust szerzett, a kereskedelemügyi minisztériumban teljesített szolgálatot. 1918-ban helyettes államtitkár, 1917-ben műegyetemi magántanár, 1922-től a Nemzetközi Munkaügyi Hivatal magyarországi levelezője lett. Nyugdíjazása után a minisztérium szociálpolitikai vélemények és törvényjavaslatok készítésével bízta meg. Szociálpolitikai és munkajogi műveket írt. Állandó munkatársa volt több hazai és külföldi közgazdasági és jogi folyóiratnak. Számos magyarországi szociálpolitikai egyesülésnek alapítója vagy vezetője volt, úgymint a Törvényes Munkásvédelem Magyarországi Egyesületének, a Munkanélküliség Elleni Küzdelem Magyarországi Egyesületének és éveken át munkatársa volt a Munkásügyi Szemlének.
A Farkasréti temetőben helyezték örök nyugalomra.
Felesége Braun Móric és Billitz Mária lánya, Vilma (1877–?) volt, akivel 1906. június 9-én Budapesten kötött házasságot.

## Főbb művei
- La vente a tempérament des valeurs mobiličres (Paris, 1900)
- A kötvénykibocsátások biztosítása (1902)
- A törlesztéses államadósságok (1906)
- A munkaszerződésekből eredő követelések biztosítása (Budapest, 1911)
- Az otthonmunka törvényes szabályozása (Budapest, 1912)
- Békeszerződés és munkaügy (Budapest, 1920)
- A magyar szociálpolitika a világháborúban (Budapest, 1934)